# Jerrekjauratjah
Jerrekjauratjah är en sjö i Jokkmokks kommun i Lappland och ingår i Luleälvens huvudavrinningsområde. Sjön har en area på 0,296 kvadratkilometer och ligger 496 meter över havet. Jerrekjauratjah ligger i Pärlälvens fjällurskog Natura 2000-område.

## Delavrinningsområde
Jerrekjauratjah ingår i det delavrinningsområde (740354-160437) som SMHI kallar för Mynnar i Lillselet. Medelhöjden är 628 meter över havet och ytan är 47,9 kvadratkilometer. Det finns inga avrinningsområden uppströms utan avrinningsområdet är högsta punkten. Vataljåkkå som avvattnar avrinningsområdet har biflödesordning 4, vilket innebär att vattnet flödar genom totalt 4 vattendrag innan det når havet efter 282 kilometer. Avrinningsområdet består mestadels av skog (80 procent) och sankmarker (16 procent). Avrinningsområdet har 0,45 kvadratkilometer vattenytor vilket ger det en sjöprocent på 0,9 procent.